# Paramispila bispecularis
Paramispila bispecularis là một loài bọ cánh cứng trong họ Cerambycidae.